# I Was Made for Lovin’ You
I Was Made for Lovin’ You – piosenka rockowa zespołu Kiss, wydana w 1979 roku jako singel promujący album Dynasty.

## Powstanie
Moda na disco pod koniec lat 70. znalazła odzwierciedlenie w takich przebojach muzyki rockowej, jak „Miss You” The Rolling Stones i „Da Ya Think I'm Sexy?” Roda Stewarta. Poza tym piosenki w podobnym stylu tworzyli The Kinks, Uriah Heep, Jethro Tull, Electric Light Orchestra, Grateful Dead i The Clash.
W 1979 roku ukazał się album Kiss pt. Dynasty, któremu towarzyszyła znaczna kampania reklamowa. Pierwszym singlem z płyty miał być „I Was Made for Lovin’ You”.
Zdaniem Stanleya pomysł na napisanie piosenki powstał podczas pobytu muzyka w Studio 54. Zainspirowany odgrywanymi tam piosenkami Stanley ustawił w domu automat perkusyjny na tempo 126 BPM twierdząc, że napisanie piosenki w stylu disco jest bardzo prostą sprawą. Jednocześnie była to jedyna piosenka zespołu w takim stylu. Linia melodyczna do utworu została zaczerpnięta z „Standing in the Shadows of Love” The Four Tops. Do pomocy Stanley zatrudnił Desmonda Childa, odpowiedzialnego za zwrotki, oraz producenta albumu Dynasty – Viniego Poncię, który współtworzył refren. Child wcześniej udanie łączył taneczne bity z muzyką w zespole Desmond Child & Rouge.

## Odbiór i znaczenie
Singel stał się wielkim hitem, sprzedając się w ponad milionie egzemplarzy. W Stanach Zjednoczonych utwór zajął jedenaste miejsce, był także w czołówce list przebojów w kilkunastu krajach. Z drugiej strony niektórzy fani Kiss krytykowali zespół za komercjalizację i zmierzanie w stronę disco.
„I Was Made for Lovin’ You” było przełomową piosenką w środowisku rockowym, jako że był to pierwszy hit tego gatunku, który współtworzył zewnętrzny autor. Wcześniej zespoły tworzyły piosenki we własnym gronie, wychodząc z założenia, że zatrudnienie zewnętrznego autora piosenek nie jest wiarygodne.
| Lista             | Pozycja | Źródło |
| ----------------- | ------- | ------ |
| Australia         | 2       | [ 1 ]  |
| Austria           | 6       | [ 3 ]  |
| Belgia (Flandria) | 1       | [ 3 ]  |
| Francja           | 1       | [ 4 ]  |
| Holandia          | 1       | [ 3 ]  |
| Kanada            | 1       | [ 1 ]  |
| Niemcy            | 2       | [ 3 ]  |
| Norwegia          | 10      | [ 3 ]  |
| Nowa Zelandia     | 1       | [ 3 ]  |
| Południowa Afryka | 2       | [ 5 ]  |
| Stany Zjednoczone | 11      | [ 2 ]  |
| Szwajcaria        | 2       | [ 3 ]  |
| Szwecja           | 19      | [ 3 ]  |
| Wielka Brytania   | 50      | [ 2 ]  |

## Covery
Utwór był coverowany kilkadziesiąt razy, m.in. przez Jamesa Lasta (1979), Eläkeläiset (1994), Scootera (1998), Paulinę Rubio (2002), Marię Menę (2009) czy Davida Hasselhoffa (2021). Wersja Marii Meny zajęła 20. miejsce na szwajcarskiej, 44. na austriackiej i 91. na niemieckiej liście przebojów.

## Personel
Źródło: WhoSampled
- Paul Stanley – wokal
- Vini Poncia – instrumenty klawiszowe, wokal wspierający
- Anton Fig – perkusja